# علم بنما

علم بنما السابق أثناء فترة الاحتلال الكولومبي

علم بنما تبني عام 1925 عند الاستقلال من كولومبيا.

## الألوان والرموز
اقترح علم مكون من 7 خطوط أفقية حمراء و6 صفراء مع مربع أزرق مع شمسان متحدتان بخط أصفر (علم بونارو فاريلا)، لم يتم قبوله من قبل قائد البلاد آنذاك مانويل غويرو، وبعدها بفترة تم تصميم علم آخر من قبل أحد أفراد العائلة وصنع من قبل ماريا أوسا دي أمادور مكون من 4 مربعات : مربعان بيض ومربع أحمر وآخر ازرق، بداخل الأبيض نجمتان زرقاء فوق المربع الأزرق وأخرى حمراء تحت المربع الأحمر، المربعات والنجوم ترمز للتنوع الحزبي في البلاد، أما الأبيض يرمز للسلام الحزبي بين المحافظين والليبراليين، الأزرق كان لون المحافظين أما الأحمر لليبراليين. وتم المحافظة على التصميم حتى الوقت الحاضر.

## تاريخيا

### تصميم بوناو فاريلا

علم بوناو فاريلا المقترح

العلم المقترح كان من تصميم رجل فرنسي يدعى فيليب جان بوناو فاريلا عام في عام 1823 حيث كان مبني على أساس علم الولايات المتحدة وبدل اللون الأبيض بالأصفر لمشابهة ألوان أعلام كلا من إسبانيا وكولومبيا وبدل مكان النجوم الأمريكية بشمسان متحدتان بخط تمثلان قارتي أمريكا الشمالية وأمريكا الجنوبية والخط إلى برزخ بنما كصلة بين القارتين عبر قناة بنما. تم رفض العلم من مبدأ تصميمه من قبل أجنبي.

### تصميم ماريا أوسا دي أمادور
كان ابن مانويل أمادور غويرو موهوبا في الرسم، صمم عدة أشكال للعلم وعرضها على ماريا أوسا دي أمادور الذي أخذ الفكرة وصمم العلم الحالي في 1 نوفمبر 1903, وبعد محاولات صعبة لتجنب الجيش الكولومبي الذي كان يحتل البلاد وضع 3 نسخ للعلم التي ما لبثت أن أعتمدت رسميا بعد الاستقلال.